# CS Minaur Baia Mare
Il CS Minaur Baia Mare è una squadra di pallamano maschile rumena, con sede a Baia Mare.

## Palmarès

### Trofei nazionali
- Campionato di Romania: 3
1997-98, 1998-99, 2014-15.
- Coppa di Romania: 6
1977-78, 1982-83, 1983-84, 1988-89, 1998-99, 2014-15.

### Trofei internazionali
- IHF Cup: 2
1984-85, 1987-88.